# Paulo José de Oliveira
Paulo José de Oliveira, artistnamn Paulinho, född 9 mars 1986, är en brasiliansk fotbollsspelare som spelar för Anadia.

## Karriär
Paulinho spelade mellan 2007 och 2010 för BK Häcken. Under 2011 spelade han för Örebro SK. Efter julledigheten 2011 återvände Oliveira inte till Örebro, och klubben lyckades under en tid inte ens få kontakt med honom. Oliveira lämnade i juni 2012 Örebro SK.
I april 2015 blev det klart Paulinho återvände till BK Häcken, där han blev spelklar från den 15 juli. Den 20 juli 2015 spelade han sin första match i Häcken efter återkomsten, och gjorde två mål i en 3–3-match mot Hammarby IF.
I oktober 2019 meddelades det att Paulinho värvats av israeliska Hapoel Be'er Sheva, där han skrev på ett 1,5-årskontrakt med start januari 2020. Efter mindre än en månad i Hapoel Be'er Sheva lämnade dock Paulinho klubben.
Den 24 januari 2020 blev Paulinho klar för Hammarby IF, där han skrev på ett tvåårskontrakt. Efter säsongen 2021 lämnade Paulinho klubben i samband med att hans kontrakt gick ut. I januari 2022 återvände han till São José. I mars 2023 värvades Paulinho av Anadia i portugisiska tredjeligan.